# 田尻克已
田尻 克已（たじり かつみ、1960年12月17日 - ）は、日本の裁判官。東京高等裁判所判事、さいたま地方裁判所部総括判事等を経て、東京地方裁判所立川支部部総括判事。

## 人物・経歴
一橋大学卒業。仙台高等裁判所判事等を経て、2013年札幌地方裁判所部総括判事。2017年東京高等裁判所判事。2018年さいたま地方裁判所部総括判事。2022年東京地方裁判所立川支部部総括判事、東京家庭裁判所立川支部部総括判事、立川簡易裁判所判事。

## 裁判
- 札幌連続ボンベ爆発事件の被告人に対し、「警察への恨みによるものと認められるが、無関係の店や大勢の人を巻き込んでいるのであって強く非難される」とし、懲役18年の刑を言い渡した[4][5]。
- 北海道庁爆破事件第2次再審請求で、弁護人の主張では鑑定結果に疑いは生じさせないとして、請求を棄却した[6][7]。
- 砂川市一家5人死傷事故の被告人に対し、異例となる危険運転の共謀を認定し、自動車運転処罰法違反で、懲役23年の判決を言い渡した[8][9]。
- 栃木小1女児殺害事件控訴審で、藤井敏明裁判長の右陪席を務め、一審判決に法令違反があったとし、改めて無期懲役判決を下した[10][11]。